# Lucas Till
Lucas Daniel Till (Fort Hood, 10 de Agosto de 1990) é um ator norte-americano. Ele começou a atuar no início de 2000, e desde então tem aparecido em vários filmes e séries de televisão, incluindo  seu papel em House, Hannah Montana: The Movie , MacGyver e X-Men: First Class. Lucas também estrelou no videoclipe da canção "You Belong With Me" da cantora Taylor Swift.

## Início da vida
Lucas Daniel Till nasceu em 10 de agosto de 1990, em Fort Hood, Texas. Ele é filho de Dana Lyn, uma profissional de química, e John Mark Till, um coronel do Exército. Ele tem um irmão mais novo, Nick (nascido em 1997). Till passou a maior parte de sua infância morando nos subúrbios de Atlanta, Geórgia. Sua família percebeu rapidamente, quando ele era muito jovem, que ele tinha uma afinidade por personificar vozes e personagens. Quando ele tinha 11 anos, sua mãe o matriculou em aulas de atuação local, e não demorou muito para que ele fosse descoberto por Joy Pervis, uma agente de uma agência de talentos em Atlanta. Till começou a participar quase imediatamente em comerciais impressos, locais, regionais e nacionais. Mais tarde, ele estudou na Kell High School. Ele passou três semanas na Alemanha como estudante de intercâmbio e também foi membro da Sociedade de Honra Nacional Alemã. Depois de filmar para The Hannah Montana Movie em Nashville, Till voltou para casa para se formar com a turma da Kell High School de 2008. Após a formatura, ele se mudou para Los Angeles, Califórnia, para continuar atuando.
Till disse em entrevistas que foi alvo de abuso verbal e constrangimento do showrunner de MacGyver, Peter Lenkov. Till relatou pensar em suicídio no primeiro ano das filmagens de MacGyver devido ao abuso de Lenkov. Lenkov foi mais tarde demitido da CBS em 7 de julho de 2020.

## Filmografia

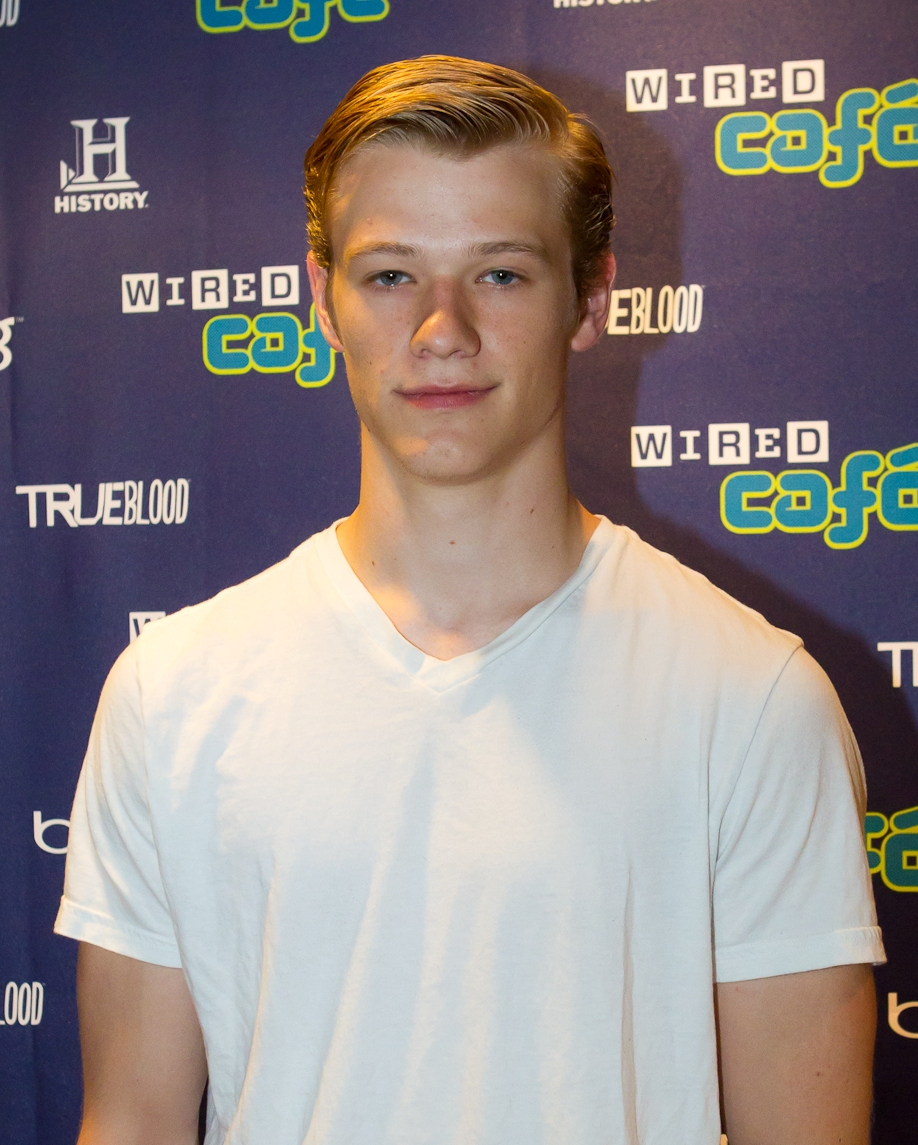
Till na San Diego Comic-Con International 2011

| Ano  | Título                           | Título em português                          | Papel                  | Nota              |
| ---- | -------------------------------- | -------------------------------------------- | ---------------------- | ----------------- |
| 2003 | The Lovesong of Edwerd J. Robble |                                              | Michael                | Curta-metragem    |
| 2003 | The Adventures of Ociee Nash     |                                              | Harry Vanderbilt       |                   |
| 2004 | Pee Shy                          | Chad                                         |                        | Curta-metragem    |
| 2004 | Lightning Bug                    |                                              | Jay Graves             |                   |
| 2005 | Walk the Line                    | bra:Johnny & June prt:Walk the Line          | Jack Cash              |                   |
| 2006 | The Other Side                   |                                              | Jovem Samuel North     |                   |
| 2008 | Dance of the Dead                |                                              | Jensen                 |                   |
| 2009 | Laid to Rest                     |                                              | Store clerk            |                   |
| 2009 | Hannah Montana: The Movie        | bra:Hannah Montana - O Filme                 | Travis Brody           |                   |
| 2009 | The Lost & Found Family          |                                              | Justin                 |                   |
| 2010 | The Spy Next Door                | bra:Missão Quase Impossível                  | Larry                  |                   |
| 2011 | Battle: Los Angeles              | bra:Invasão do Mundo: Batalha de Los Angeles | Cpl. Grayston          |                   |
| 2011 | X-Men: First Class               | bra:X-Men: Primeira Classe                   | Alex Summers/Destrutor |                   |
| 2011 | All Superheroes Must Die         |                                              | Cutthroat/Ben          |                   |
| 2012 | Dark Hearts                      |                                              | Sam                    |                   |
| 2013 | Stoker                           | bra:Segredos de Sangue                       | Pitts                  |                   |
| 2013 | Crush                            | bra:Paixão Mortal prt:Paixão Fatal           | Scott                  |                   |
| 2013 | Wet and Reckless                 |                                              | Toby 'Dollars'         | Direto para vídeo |
| 2013 | Paranoia                         | bra:Conexão Perigosa                         | Kevin                  |                   |
| 2014 | Wolves                           | bra:Lobos                                    | Cayden Richards        |                   |
| 2014 | Kristy                           |                                              | Aaron                  | Direto para vídeo |
| 2014 | Sins of our Youth                |                                              | Tyler                  |                   |
| 2014 | X-Men: Days of Future Past       | bra:X-Men: Dias de um Futuro Esquecido       | Alex Summers/Destrutor |                   |
| 2015 | Bravetown                        |                                              | Josh Harvest           |                   |
| 2015 | The Curse of Downers Grove       | bra:A Maldição de Downers Grove              | Bobby                  | Direto em vídeo   |
| 2016 | X-Men: Apocalypse                | bra:X-Men: Apocalipse                        | Alex Summers/Destrutor |                   |
| 2016 | The Disappointments Room         | bra:O Quarto dos Esquecidos prt:Sala Oculta  | Ben Philips Junior     |                   |
| 2017 | Monster Trucks                   | bra:Monster Trucks                           | Tripp                  |                   |
| 2020 | Son of the South                 | bra:Filhos do Ódio                           | Bob Zellner            |                   |
| 2023 | The Collective                   | O Coletivo                                   | Sam Alexander          |                   |

## Televisão
| Ano       | Título              | Papel          | Nota |
| --------- | ------------------- | -------------- | ---- |
| 2008      | House               | Simon          |      |
| 2009      | Medium              | Adam           |      |
| 2010      | Fear Clinic         | Brett          |      |
| 2010      | Blue Mountain State | Golden Arm     |      |
| 2016-2021 | MacGyver            | Angus MacGyver |      |

| Ano  | Título               | Papel                         |
| ---- | -------------------- | ----------------------------- |
| 2009 | "You Belong With Me" | Par romântico de Taylor Swift |